# لودرسدورف
لودرسدورف (به آلمانی: Lüdersdorf) یک شهر در کشور آلمان است که در نوردوست‌مکلنبورگ واقع شده‌است. لودرسدورف ۵٬۰۴۲ نفر جمعیت دارد.